# Mansfield (Anglia)
Mansfield – miasto w Anglii, w hrabstwie Nottinghamshire, w dystrykcie Mansfield. W 2018 roku miasto liczyło 108 900 mieszkańców. Mansfield jest jedynym ważnym ośrodkiem subregionalnym w hrabstwie, zajmującym powierzchnię 30 mil kwadratowych (78 km kw.) I jest jedynym organem lokalnym w Nottinghamshire, który bezpośrednio wybiera burmistrza. Na okręg duży wpływ miała przeszłość wydobycia węgla i tekstyliów, która trwała do lat 90. XX wieku
W mieście rozwinął się przemysł maszynowy, metalowy, elektrotechniczny, chemiczny, odzieżowy, obuwniczy. Mansfield jest wspomniana w Domesday Book (1086) jako Mamesfeld/Memmesfed.

## Miasta partnerskie
- Mansfield, USA
- Mansfieldtown, Irlandia
- Heiligenhaus, Niemcy
- Rieutow, Rosja
- Stryj, Ukraina